# Korn shell
Korn Shell (ksh) és un intèrpret de línia d'ordres pels Sistemes Operatius del tipus UNIX (incloent UNIX-Like). Va ser desenvolupat per David Korn dels laboratoris AT&T Bell a inicis dels anys 80. És totalment compatible amb Bourne Shell i també inclou molts elements de l'intèrpret d'ordres C.
La versió ksh93 ha afegit arranjaments associatius i aritmètica de punt flotant integrada. Les seves funcions avançades per gestionar arxius de comandes el van posar a nivell dels llenguatges de programació com Perl o awk.
KSH sempre intenta respectar el Shell Language Standard (POSIX 1003.2 : "Shell and Utilities Language Committee").